# Thomas Traherne
Thomas Traherne (né en 1636 ou 1637 à Hereford – décédé le 10 octobre 1674 à Teddington) est un poète et homme d’Église anglais.
Poète méconnu de son vivant, il est aujourd’hui classé comme l’un des principaux poètes métaphysiques. Saint anglican, il est fêté le 10 octobre par l’Église d’Angleterre et le 27 septembre par l’Église épiscopale des États-Unis.

## Biographie
Fils d’un cordonnier anglais mort tôt, Thomas Traherne est élevé par son oncle, aubergiste et maire d'Hereford. Il étudie à l’école (en) de la cathédrale de sa ville natale Hereford (Hereford Cathedral School), puis au Brasenose College d’Oxford, où il obtient son Master of Arts. Entré dans les ordres en 1660, il est pendant dix ans curé de Credenhill, avant de devenir aumônier de Sir Orlando Bridgeman, le garde (Lord Keeper) du grand sceau de Charles II, puis ministre à Teddington en 1667. Il meurt, à 37 ans, dans la maison de Bridgeman à Teddington, vraisemblablement le 27 septembre 1674, et est enterré dans l’église Sainte-Marie.

## Histoire de ses poèmes

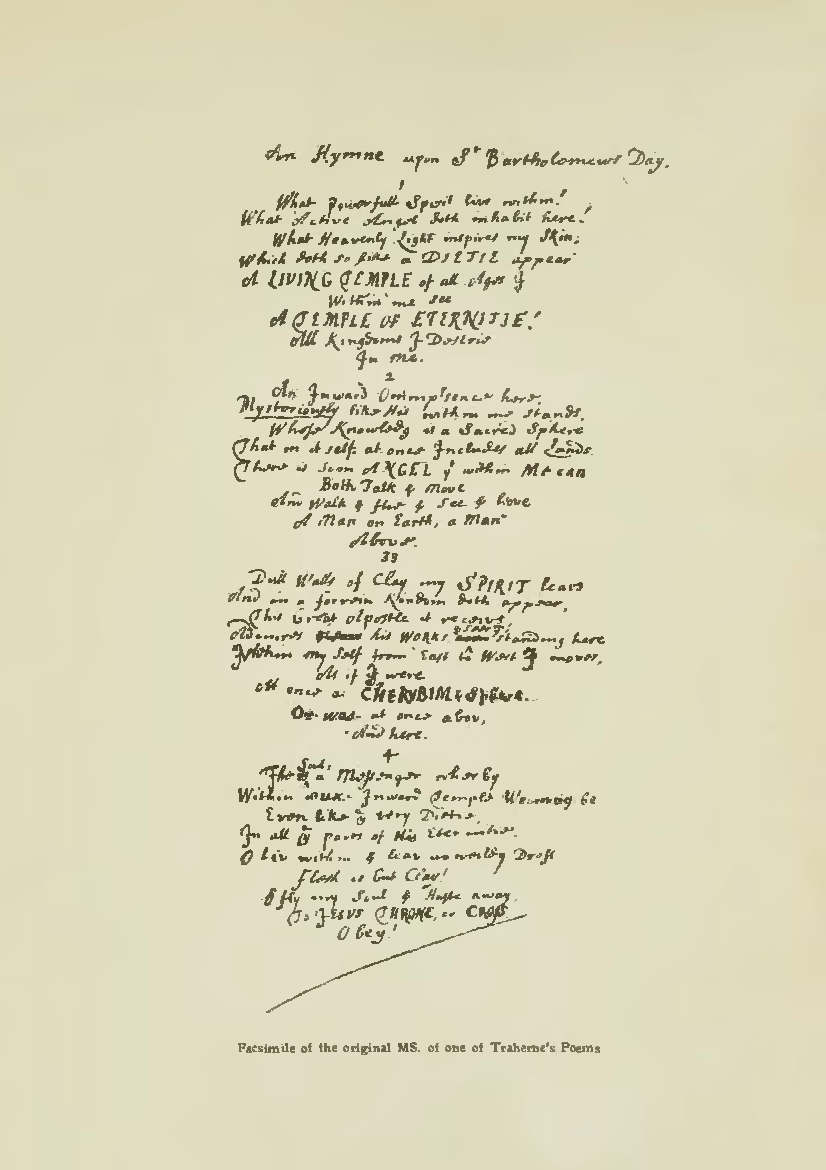
Manuscrit de Traherne reproduit dans l'édition de ses œuvres en 1903.

Traherne n’a pas eu de reconnaissance littéraire de son vivant et n’a vu qu’une seule de ses œuvres publiée : Roman Forgeries, en 1673. Deux années plus tard est paru Christian Ethicks, et en 1699, A Serious and Patheticall Contemplation of the Mercies of God. Ses œuvres ont ensuite été égarées. C’est finalement Bertram Dobell qui établit la paternité des œuvres. Les poèmes sont publiés en deux ouvrages, The Poetical Works paru en 1903 et Poems of Felicity l’année suivante. Ses Centuries of Meditations, une collection de courts paragraphes reflétant sa vie de chrétien, paraissent en 1908. The Select Meditations n’est publié qu’en 1997.
Un poème épique de Traherne, intitulé The Ceremonial Law et comptant de plus de 1 800 lignes, est retrouvé en 1996 à la bibliothèque Folger Shakespeare à Washington par Julia Smith and Laetitia Yeandle. Un an plus tard, Jeremy Maule trouve un autre manuscrit à la bibliothèque de l’archevêché de Cantorbery (Lambeth Palace Library) à Londres, contenant quatre poèmes complets rédigés principalement en prose, connus sous les titres de Inducements to Retiredness, A Sober View of Dr Twisse, Seeds of Eternity, The Kingdom of God et un cinquième ébauché, Love. Ces deux découvertes ont révélé Thomas Traherne comme théologien plus que comme poète.

### Œuvres de Thomas Traherne
- Thomas Traherne (trad. de l'anglais), Les Centuries, Paris, Arfuyen, septembre 2011, 275 p. (ISBN 978-2-84590-165-0)
- Thomas Traherne, Goûter Dieu, Paris, Arfuyen, 2020, 240 p.  (ISBN 978-2-845-90294-7)

### Études sur Thomas Traherne
- (en) Jacob Blavins, An annotated bibliography of Thomas Traherne criticism, 1900-2003, Lewiston (État américain de New-York), Edwin Mellen Press, 2005, 176 p. (ISBN 0-7734-6023-3).
- (en) Jacob Blevins, Re-reading Thomas Traherne : a collection of new critical essays, Tempe (État américain d’Arizona), Arizona Center for Medieval and Renaissance Studies, 2007, 254 p. (ISBN 978-0-86698-370-9).
- (en) Denise Inge (dir.), Happiness and holiness : Thomas Traherne and his writings, Norwich, Canterbury Press, 2008, 310 p. (ISBN 978-1-85311-789-3, lire en ligne).
- (en) Denise Inge, Wanting like a god : desire and freedom in Thomas Traherne, Londres, SCM Press, 2009, 315 p. (ISBN 978-0-334-04147-4).
- Marie-Dominique Garnier, Thomas Traherne, poète de l’infini, Paris, université Paris-X, 1987, thèse de doctorat d’Études anglaises.
- Jean-Louis Chrétien, "Thomas Traherne et l'Eden retrouvé", in La Joie spacieuse. Essai sur la dilatation, Paris, Éditions de Minuit, 2000, p.163-204.